# Izopren
Izopren (skraćeno od izoterpen), ili 2-metil-1,3-butadien, je široko rasprostanjeno organsko jedinjenje sa formulom . Pod standardnim uslovima to je bezbojna tečnost. Ovo jedinjenje je visoko isparljivo zbog svoje niske tačke ključanja.
Izopren je monomer prirodne gume. On je takođe zajednički strukturni motiv jedne izuzetno raznovrsne grupe drugih prirodnih jedinjenja, koja se kolektivno nazivaju izoprenoidi. Molekulska formula izoprenoida su umnošci izoprena u obliku (. To se naziva izoprenskim pravilom. Funkcionalne izoprenske jedinice u biološkim sistemima su dimetilalil difosfat (DMADP) i njegov izomer izopentenil difosfat (IDP).
Termini izopren i terpen su u jednini sinonimi, dok se u množini (izopreni, terpeni) odnose na terpenoide (isoprenoide).

## Literatura
1. ↑  Clayden, Jonathan; Greeves, Nick; Warren, Stuart; Wothers, Peter (2001). Organic Chemistry (I изд.). Oxford University Press. ISBN 978-0-19-850346-0.
2. ↑  L. Ruzicka. „The isoprene rule and the biogenesis of terpenic compounds”. Cellular and Molecular Life Sciences. 9 (10): 357—367. doi:10.1007/BF02167631.[мртва веза]

## Dodatna literatura
- Susan Budavari, ур. (2001). The Merck Index: An Encyclopedia of Chemicals, Drugs, and Biologicals (13th изд.). Merck Publishing. ISBN 0911910131.
- Poisson, N.; M. Kanakidou; P. J. Crutzen (2000). „Impact of nonmethanehydrocarbons on tropospheric chemistry and the oxidizing power of the global troposphere: 3-dimensional modelling results”. Journal of Atmospheric Chemistry. 36 (2): 157—230. ISSN 0167-7764. doi:10.1023/A:1006300616544.
- Claeys, M.; B. Graham; G. Vas; W. Wang;  . (2004). „Formation of secondary organic aerosols through photooxidation of isoprene”. Science. 303 (5661): 1173—1176. ISSN 0036-8075. PMID 14976309. doi:10.1126/science.1092805.
- Pier, P. A.; C. McDuffie (1997). „Seasonal isoprene emission rates and model comparisons using whole-tree emissions from white oak”. Journal of Geophysical Research. 102 (D20): 23,963—23,971. Bibcode:1997JGR...10223963P. ISSN 0148-0227. doi:10.1029/96JD03786.
- Poschl, U.; R. von Kuhlmann; N. Poisson; P. J. Crutzen (2000). „Development and intercomparison of condensed isoprene oxidation mechanisms for global atmospheric modeling”. Journal of Atmospheric Chemistry. 37 (1): 29—52. ISSN 0167-7764. doi:10.1023/A:1006391009798.
- Monson, R. K.; E. A. Holland (2001). „Biospheric trace gas fluxes and their control over tropospheric chemistry”. Annual Review of Ecology and Systematics. 32: 547—576. doi:10.1146/annurev.ecolsys.32.081501.114136.

## Spoljašnje veze
- Izveštaj o karcinogenima
- Članak koji opisuje kako se biljni izopren pretvara u aerosol koji rasipa svetlo Архивирано на веб-сајту  (4. јун 2011)